# Abadia de Nossa Senhora das Estrelas de Monteburgo
A primeira citação sobre a Abadia de Monteburgo aparece em fontes medievais de 1042 em um ato de Guilherme I de Inglaterra, o Conquistador, para a abadia de Saint-Vigor de Cerisy, em que este último concede direitos sobre a floresta de Monteburgo. Mas, naquela época, não havia menção da criação de uma comunidade de moradores ou de alguma espécie de freguesia.

## História
Uma lenda, escrita no século XV, narra a história da fundação da Abadia de Monteburgo: Segundo a lenda a história começa em Monte Cassino, na Itália, onde dois monges beneditinos decidiram peregrinar até Jerusalém. Enquanto caminhavam eles evangelizavam e catequizavam as pessoas pelo seu caminho. Conforme caminhavam iam se cansando até que então, já muito cansados, acabaram por dormir na praia. Normandia, França. Um dormiu na areia e o outro dormiu num pequeno barco que ali estava. Enquanto dormiam a maré subia e o barco foi se arrastando para o mar sem que o monge desse conta, rumo a costa da Inglaterra, sendo já considerado um milagre chegar até lá em segurança.
Na Salisbúria, Inglaterra, todos ficaram admirados, as pessoas diziam "era um milagre o monge ter atravessado o mar da França para a Inglaterra numa pequena canoa e não ter morrido". Não demorou muito para que o monge fosse eleito Bispo e sua administração foi excelente.
Já o outro monge, o que ficou na praia, não conseguiu compreender o que teria acontecido com o seu amigo que havia sumido, porém decidiu entregar tudo nas mãos de Deus, e continuou sua viagem. Certa noite, ao dormir, teve um sonho misterioso, no sonho, ele via uma grande estrela cair do céu, queimando todos os arbustos e árvores, e ouviu uma voz que disse: "Nossa Senhora quer que se construa uma igreja neste lugar." Ele logo acordou, e por um milagre ele viu o lugar que vira em seu sonho e o mesmo estava todo queimado. Desta forma, ele entendeu que realmente deveria construir uma igreja em honra a Nossa Senhora naquele lugar. O digníssimo monge logo sentiu no coração o desejo de dar a Maria o título de "Nossa Senhora da Estrela".
O milagre chegou aos ouvidos do Duque William (Guilherme I) que voltava da Inglaterra pelo porto de Barfleur , ao norte de Monteburgo. Este então cede-lhe terras, materiais e vários direitos nas florestas de Cotentin para que Padre Rogério construa um mosteiro em homenagem à Virgem Maria.

### Fundação
O mosteiro foi fundado pelo Rei Guilherme, o Conquistador , entre 1066 (data da conquista da Inglaterra) e 1087 (data da morte do Conquistador). Nenhuma data mais precisa pode ser indicada, na ausência de uma carta de fundação que ainda existe hoje. A única informação sobre a criação da Abadia beneditina de Monteburgo, são dadas por dois atos curtos do Rei Guilherme, o Conquistador, e pelo Duque Roberto II da Normandia, infelizmente a veracidade desta informação é contestável, assim sendo até os dias atuais as condições da fundação da Abadia ainda não foram totalmente esclarecidas.
No entanto, conhecemos alguns elementos confiáveis sobre o patrimônio da abadia em seus primórdios, graças ao cartulário da abadia de Monteburgo, hoje mantido no departamento de Manuscritos da Biblioteca Nacional da França. Foi construído em domínio ducal. O que é certo é que Guilherme, o Conquistador, deu mesmo ao novo mosteiro a sua localização, com a seguinte descrição: Sobre uma colina, perto de um riacho com direitos para cortar madeira e todos os materiais necessários à construção de edifícios, a serem retirados nas florestas de Monteburgo e Brix , não muito longe dali.

### Após a morte de Guilherme I
Após a morte do Conquistador, seus três filhos, Guilherme II de Inglaterra, Roberto II da Normandia e Henrique I de Inglaterra lutaram pela sucessão ao ducado da Normandia e aos tronos reais da Inglaterra. Este período conturbado viu a confirmação da aliança de Henrique I de Inglaterra com um certo número de senhores de Cotentin, em particular Richard de Reviers, senhor de Néhou e Vernon . Em uma data desconhecida entre 1100 e 1107, Henrique deu o patrocínio da abadia a Richard de Reviers como um agradecimento por sua lealdade.
A família de Richard de Reviers não foi a única a enriquecer a abadia. Duques anglo-normandos, reis como Henrique I, Godofredo V, Conde de Anjou, Estêvão de Inglaterra, Henrique II de Inglaterra.
Bispos e arcebispos da província eclesiástica de Rouen, confirmaram frequentemente os dons dos leigos. Esses dons fluíram lentamente entre a fundação e o início da década de 1140. Eles aumentaram em número até a década de 1180, quando diminuíram em número. Essas doações foram feitas por grandes senhores normandos, bem como por seus vassalos ou leigos.
Os monges então se tornaram grandes proprietários de terras, com propriedades localizadas especialmente no Cotentin, e que também eram a fortaleza dos senhores de Néhou, descendentes de Richard de Reviers. Os bens da abadia de Monteburgo também se estendiam no Bessin, mesmo na Alta Normandia, em Vernon, e na Inglaterra, em Devon, Dorset, Berkshire e na Ilha de Wight.
Esses bens eram dízimos, dinheiro em espécie, fardos de trigo, ovos, galinhas e etc.

### Permissão dos priorados
As generosas doações permitiram que os monges fundassem priorados. E isso especialmente na década de 1150, com exceção do priorado inglês de Loders, fundado desde 1100-1107 pelo mesmo Richard de Reviers que havia recebido o patrocínio da abadia.
Possibilitou também a criação do priorado de São Miguel em Vernon, a família Reviers-Vernon, permitiu aos monges de Monteburgo transportar vinho do vale do Sena para Monteburgo, provavelmente através do porto de Quinéville . Outros priorados também foram fundados: um priorado de Santa Maria Madalena em Néville, no norte de Cotentin; em Néhou , no lugar de uma comunidade de cônegos seculares criada por Richard de Reviers por volta de 1100-1107 e o de São João de Montrond, na floresta de Néhou. A abadia havia estabelecido um monge na ilha de Sark, no convento de Saint-Magloire. Na Inglaterra, além do priorado de Loders, em Dorset, cujo prior às vezes era chamado de "Prior de Loders e Axmouth", que era a igreja de uma importante propriedade na foz do Eixo, em Devon, Monteburgo tinha o priorado de Appuldurcombe, criado em no século XIII, reunindo diferentes áreas gradualmente concedidos à abadia desde a primeira doação de Richard Reviers. Esses priorados eram geridos separadamente, mas os monges que os serviam eram monges de Monteburgo.

### Concessão de cobrança de tributos
Os monges de Monteburgo tinham o direito de cobrar impostos como o “tonlieu” (imposto sobre exibição de mercadorias), semelhante aos tributos dos feirantes no Brasil, alfândega, pedágios e etc, durante as feiras e o mercado semanal em Monteburgo.
Essas feiras eram realizadas em 2 de fevereiro (dia da purificação da Virgem Maria), 15 de agosto (dia da Assunção da Santa Mãe de Deus) e Quinta - feira da Ascensão. Os monges também coletaram e tinham direitos durante a feira de Montfarville e metade dos direitos durante a feira de Saint-Laurent em Tocqueville.

### Ascensão da Abadia
A Ascensão da Abadia de Monteburgo iniciou com o seu considerável crescimento no século XII, ainda no mesmo século o arcebispo de Rouen, Eudes Rigaud, durante suas viagens pastorais por toda a província eclesiástica ele chegou a ir na abadia três vezes. Na sua primeira visita, em 1250, ele descobriu que 37 monges viviam lá, recebendo trezentas libras de renda por ano; Na segunda, 27 de maio de 1256, ele contou trinta e dois monges e na terceira, em 1266, a abadia tinha trinta e seis monges.
Os principais benfeitores da abadia durante o século XIII ainda era a família de Reviers Vernon, incluindo William Vernon, que veio a falecer entre 1277-1278, o último representante desta família. Este último concedeu em 1234 a eleição livre aos monges de Monteburgo.
Já no Século XIV, Abbé Pierre IV Ozenne reconstruiu a igreja paroquial de Saint-Jacques em seu local atual. Ainda no século XIV houve a eclosão da Guerra dos Cem Anos, que também atingiu Cotentin, a época sob o domínio de Carlos de Navarra.
Quando Filipe de Navarra chamou Eduardo III, rei da Inglaterra, para ajudá-lo na luta contra o rei da França, o duque de Lancaster chegou com 2.500 homens a Saint-Vaast-la-Hougue em 18 de junho de 1356. Estes últimos fazem sua primeira parada na abadia de Monteburgo, em 22 de junho - autores contemporâneos discordam sobre se a abadia foi saqueada ou não -.
A abadia torna-se uma base para as tropas inglesas em 1375 e foi confiada a Guillaume des Bordes. Três anos depois, em 1378, é o “grand vuidement”, as autoridades francesas exigem a evacuação de todo o Cotentin para privar os ingleses (baseados em Cherbourg) de recursos (comida em particular). Também aqui, especifica François Neveux, não é possível sabermos se a fortaleza (centrada na abadia) foi preservada ou não pelos franceses.
Em 1417 , os britânicos retornaram à Normandia, mas desta vez uma resistência urbana e clerical está ocorrendo . Assim, em 1440 , nobres e notáveis de Cotentin se juntaram em uma conspiração comum que incluía Guillaume aux Epaules, guardião do poderoso castelo de Néhou , Guillaume Osber, visconde de Valognes, e Guillaume Guérin, abade de Monteburgo.
Este abade, após o fim da Guerra dos Cem Anos, está energicamente ocupado reconstruindo a abadia que sofreu muito. Quando ele morreu em 1462 , a abadia floresceu novamente e se tornou uma das principais abadias inclusive sendo elogiada, em 1466.

### Após a guerra dos cem anos
Em 1562 , os huguenotes conquistaram a cidade e saquearam a abadia.
Os abades comendatários, ao contrário da crença popular, cuidaram da abadia e de sua cidade, em 1585, o padre Bon de Broë fundou a primeira escola em Monteburgo em um prédio na fronteira com a rue des Écoles (ou rue Verglais, o nome de um padre de Monteburgo). Em 1718 , o abade de Monteburgo, Monsenhor Carbonnel de Canisy, ex- bispo de Limoges, fundou o hospital-hospício, para lutar contra a miséria dos mais pobres e dar asilo aos enfermos, idosos e crianças abandonadas de Monteburgo.
Finalmente, em 1780 , o abade, Monsenhor de Talaru (que é bispo de Coutances) transformou a abadia de Monteburgo em um lar de idosos para padres idosos. Restava apenas um monge, Dom Claude Jacquetin. Para dar trabalho para os monteburguenses, ele criou uma oficina que fabricava o tecido coutil (cuja reputação continuaria até a o do século XX) e uma oficina de rendas.

### Durante a Revolução Francesa
Durante a Revolução Francesa, a abadia de Montebourg foi vendida como propriedade nacional de primeira origem a um indivíduo que começou a desmantelar os edifícios do convento para retirar as pedras. Em 1818, o estudioso normando Charles de Gerville assistiu impotente à destruição dos últimos edifícios, incluindo a igreja que havia sido construída no século XII e dedicada em 1152 pelo arcebispo de Rouen Hugh de Amiens, na presença de Henri Plantagenet, futuro rei da Inglaterra.
Resta hoje do século XII a pia batismal (preservada na igreja paroquial) e a lápide de Richard de Reviers, senhor de Néhou e Vernon, que obteve do duque-rei Henri Ier Beauclerc, a custódia da abadia. Ele se tornou seu patrono, uma recompensa do duque por sua lealdade durante a guerra civil que eclodiu com a morte do Conquistador entre seus três filhos (1087-1106).

### Atualidade
Monsenhor Delamare, então vigário-geral de Coutances, comprou a abadia em 1842 para instalar ali a nascente congregação dos Irmãos das Escolas Cristãs de Misericórdia. Em 1892, Monsenhor Germain, bispo da diocese, pediu aos religiosos que reconstruíssem a antiga abadia demolida. A reconstrução começa, mas as leis "Combes" expulsam os irmãos da França. Regressaram e continuaram a reconstrução da abadia na década de 1920, tendo a inauguração ocorrido em 1936. Diminuindo o número de Irmãos da Misericórdia, foram levados a fundir-se com os Irmãos das escolas cristãs em 1938.

## Lista de abades
Seguindo a lista de Véronique Gazeau e o Anuário do Departamento de Manche de 1870, temos:

#### Abades regulares
1. Padre Rogério (1066 / 1087-1093), eremita de origem saboiana ou monge de La-Croix-Saint-Leufroy.
2. Bear ou Urson (1093-ap. 1113), subprior e prior de Jumièges.
3. Pierre I er (-ap.1139), monge Monteburgo.
4. Gautier I st (ap.1147-1154 / 1157), Monk Monteburgo.
5. Richard I st (1157-1182)
6. Robert I st (1182-1184), monge e abade de Monteburgo.
7. Guillaume I er (1184/1185-ap.1205), monge Monteburgo.
8. Jean I er
9. Roger ii
10. Balduíno I st de Longueil
11. Tomas I st Leonard (1265-)
12. Pedro II de Créditos
13. Ricardo II (1280-1294)
14. Baudouin II, monge de Monteburgo
15. Golden Stone III
16. Gautier II
17. Ricardo III Guillard
18. Peter IV Ozenne (1319-)
19. John II Seguin
20. Michel Besnard
21. Stephen (1406-)
22. Richard IV
23. Guillaume II Guérin (-c. 1462)

#### Abades Honorários
- Guillaume III d'Estouteville (1466-1483), cardeal, arcebispo de Rouen .
- Claude de Rie ou de Roye (1483-1492)
- Guy de Montmirail (1492-antes de 1538), monge e tesoureiro de Saint-Denis , abade de Saint-Magloire de Paris
- Charles I st Boucher d'Orsay (1535-por volta de 1538), abade de Saint-Magloire em Paris
- Nicolas de Saint-Ouen (por volta de 1538-antes de 1564), primo do anterior
- François de la Vernade (1560-1567)
- Carlos II de Bourbon (- cerca de 1580), cardeal, arcebispo de Rouen .
- Bon de Broë (1580-1588), cônego da Sainte-Chapelle , abade de Saint-Amand de Boisse
- Jacques de Serres (1588-1621), bispo de Puy , prior de Ham
- Juste de Serres (1621-1641), bispo de Le Puy, sobrinho da anterior
- Melchior de Polignac (1641-1699), Senhor e Conde de Rieux
- François de Carbonnel de Canisy (1699-1723), bispo de Limoges , abade de Belval.
- Claude-Ignace-Joseph de Simiane (1723), foi rapidamente nomeado abade de Saint-Pierre-sur-Dives
- Carlos III de Banne d'Avéjan (1723-1744), bispo de Alès
- Mathias Poncet de la Rivière (1745-1758), bispo de Troyes
- Abade Desmarets (1758-1771)
- Ange-François de Talaru de Chalmazel ( 1771-1791 ), bispo de Coutances, abade de Blanchelande .

## Armas da abadia
Ouro, e uma cruz ancorada na areia